# Seifen-Palmlilie
Die Seifen-Palmlilie (Yucca elata) ist eine Pflanzenart der Gattung der Palmlilien (Yucca) in der Familie der Spargelgewächse (Asparagaceae).

## Beschreibung
Die stammlose oder stammbildende wachsende Art erreicht eine Wuchshöhe von 0,3 bis 4,5 Metern. Die variablen und biegsamen faserförmigen Laubblätter sind 30 bis 90 Zentimeter lang und blassgrün. Sie sind nahe der Mitte am breitesten. Der Blattrand ist ganzrandig und gewellt; an der Blattspitze sitzt ein kurzer Dorn.
Der verzweigte rispige Blütenstand erreicht eine Höhe von über 4 Metern. Die zwittrigen, hängenden Blüten sind glockenförmig und dreizählig. Die sechs gleichgestaltigen Blütenhüllblätter sind weiß bis cremefarben. Die Staubfäden sind 1,5 bis 2,5 Zentimeter lang, die Staubbeutel etwa 2,5 bis 4,8 Millimeter. Die aufrecht stehenden Kapselfrüchte sind etwa 4 bis 8 Zentimeter groß und enthalten dünne, mattschwarze Samen, die etwa 7 bis 11 Millimeter groß sind.
Die Chromosomenzahl beträgt 2n = 60.

## Verbreitung

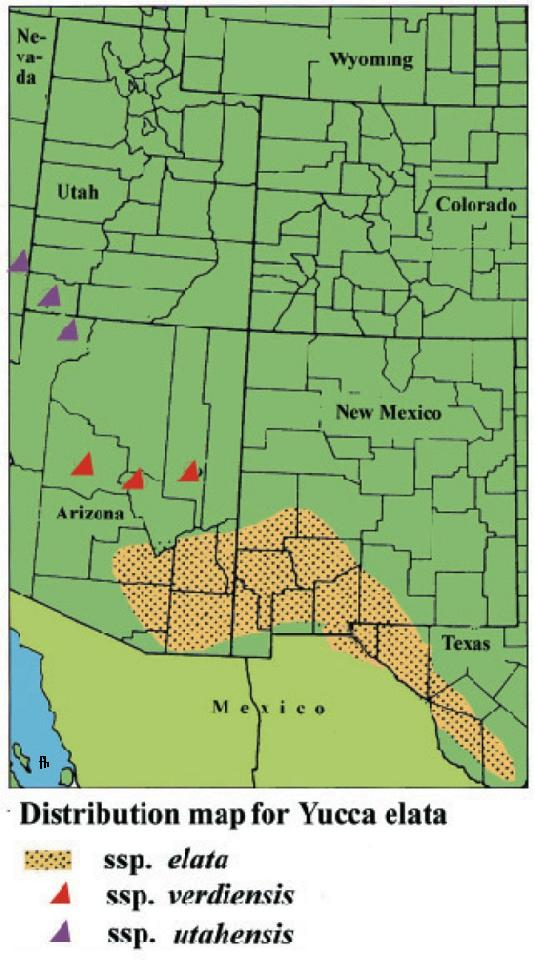
Verbreitungskarte von Yucca elata

Die Seifen-Palmlilie und ihre Unterarten sind in Wüstengebieten von Süd-Utah, Süd-Arizona, New Mexico, dem Westen von Texas und im Norden von Mexiko verbreitet. Sie wachsen auf sandigen Böden in Höhenlagen von 850 bis 2000 m und sind dort vergesellschaftet mit weiteren Yucca-Arten: Yucca faxoniana, Yucca baccata, Yucca arizonica, Yucca schottii und Yucca torreyi, diversen Agavenarten, Sclerocactus parviflorus, Toumeya papyracantha und anderen Pflanzenarten.

## Systematik
Die Erstbeschreibung durch den amerikanischen Botaniker George Engelmann ist 1882 veröffentlicht worden. Weitere Synonyme für die Art sind Yucca angustifolia var. radiosa Engelm., Yucca angustifolia var. elata Engelm. und Yucca radiosa (Engelm.) Trelease.
Die Art Yucca elata wird innerhalb der Gattung Yucca in die Sektion Chaenocarpa und darin in die Serie Glaucae gestellt. Es werden zwei oder drei Unterarten unterschieden:
- Yucca elata subsp. elata: Sie kommt von Arizona bis zum westlichen Texas und dem nördlichen Mexiko vor.
- Yucca elata subsp. utahensis (McKelvey) Hochstätter: Sie kommt im südöstlichen Nevada, im südwestlichen Utah und im nordwestlichen Arizona vor. Sie wird von manchen Autoren auch als eigenständige Art Yucca utahensis McKelvey angesehen.
- Yucca elata subsp. verdiensis (McKelvey) Reveal: Sie kommt in Arizona vor.

## Nutzung
Die Seifen-Palmlilie verdankt ihren Namen dem seifenartigen Rohstoff aus den Wurzeln und Stämmen, der als Seifenersatz benutzt wird. Einheimische Indianer nutzten die Blätter, um Körbe daraus zu flechten. Geschlagene Stämme und Blätter dienen als Notfutter, um das Vieh in Dürresituationen vor dem Verdursten zu retten.

## Kultur
Die Seifen-Palmlilie ist in Mitteleuropa, im US-Bundesstaat Washington und im kanadischen British Columbia winterhart. Yucca elata wird ohne jeden Schutz in Mannheim in der Sammlung von F. Hochstätter seit 25 Jahren  kultiviert. In regenreichen Gegenden benötigen alle Unterarten einen Nässeschutz in den Wintermonaten.

## Bilder
Yucca elata:

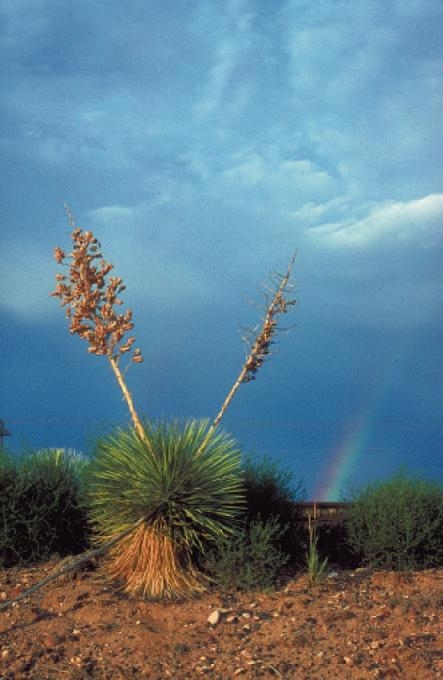
Mit reifen Samenkapseln in Texas
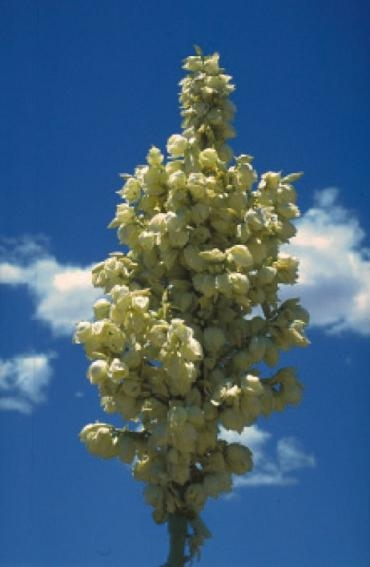
In voller Blüte
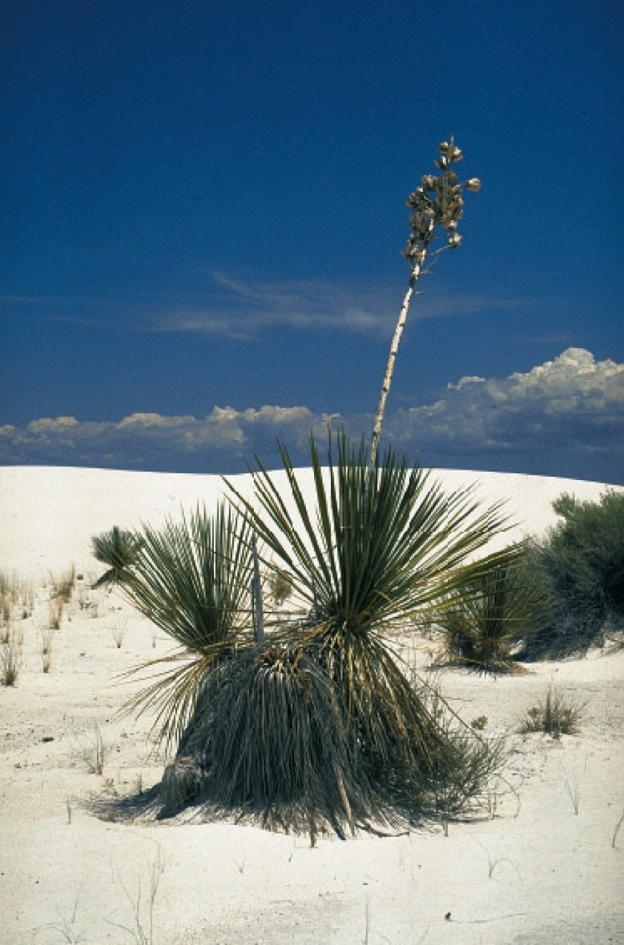
Exemplar in White Sands, New Mexico
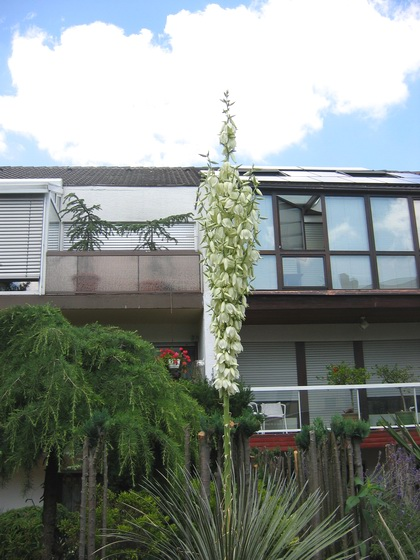
20 Jahre altes Exemplar in Mannheim, Deutschland, winterhart
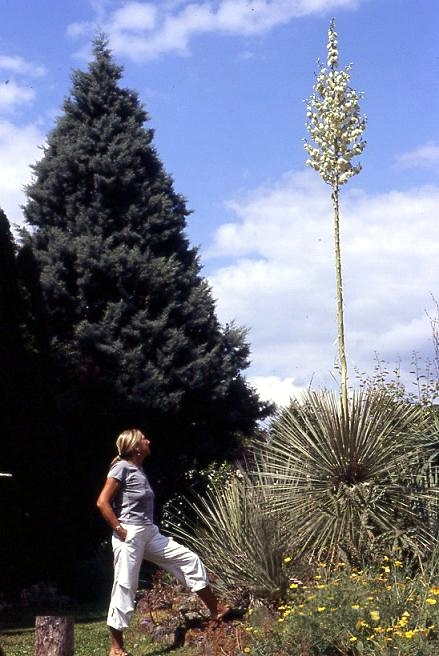
30 Jahre altes Exemplar mit 5 m hohem Blütenstand im August 2004 nach dem Jahrhundertsommer 2003 in Mannheim, Deutschland
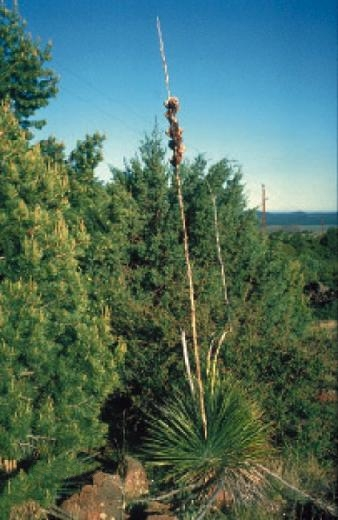
Yucca elata subsp. verdiensis in Zentral Arizona
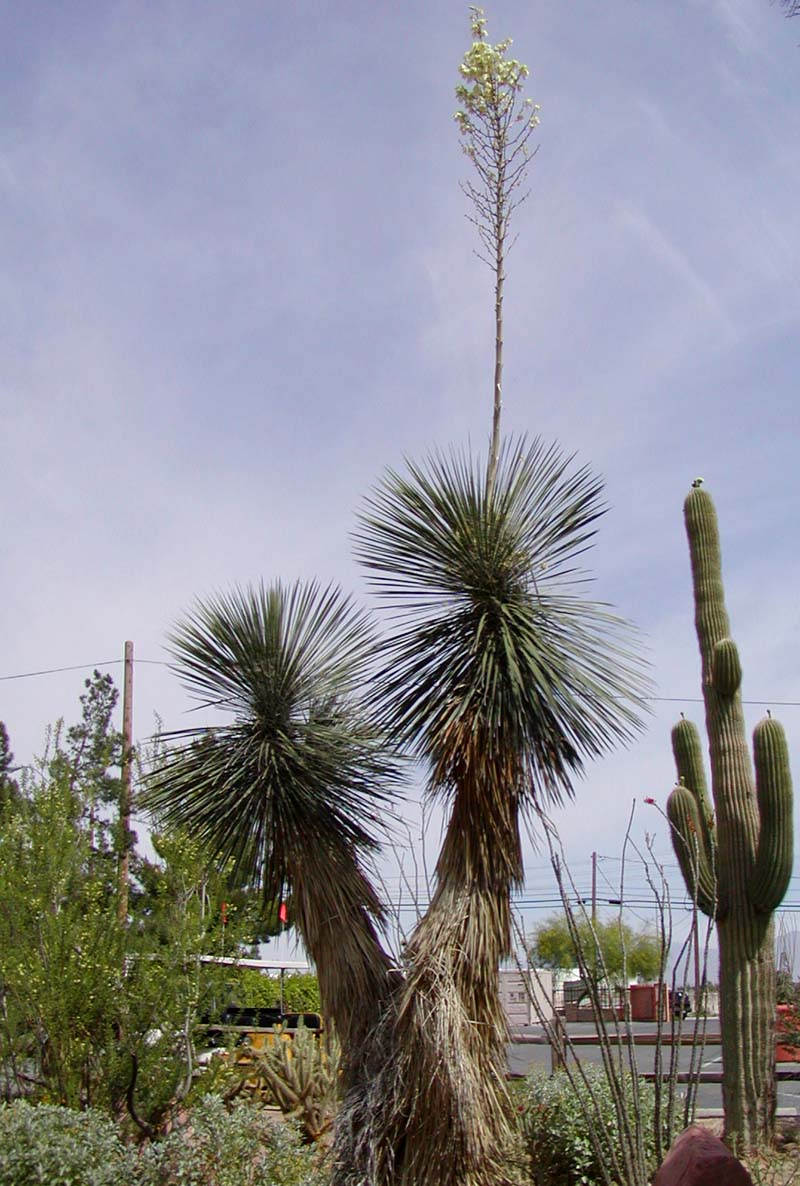
Blühendes Exemplar
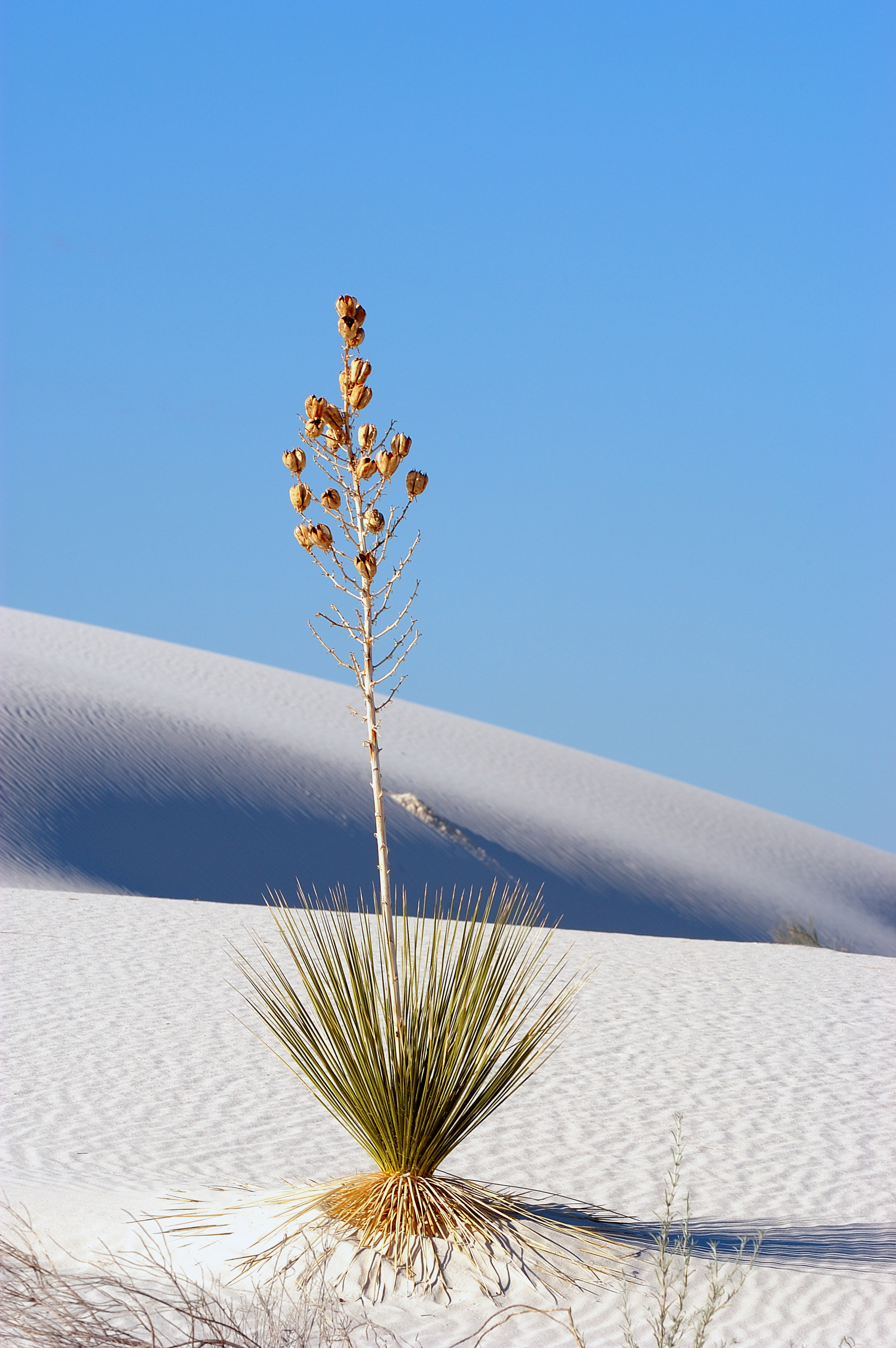
Exemplar in White Sands, New Mexico